# Episodi di For All Mankind (terza stagione)
La terza stagione della serie televisiva For All Mankind, composta da 10 episodi, è stata resa disponibile a livello internazionale dal 10 giugno al 12 agosto 2022, sulla piattaforma Apple TV+.
| nº | Titolo originale           | Titolo italiano              | Pubblicazione  |
| -- | -------------------------- | ---------------------------- | -------------- |
| 1  | Polaris                    | Polaris                      | 10 giugno 2022 |
| 2  | Game Changer               | Cambio delle regole          | 17 giugno 2022 |
| 3  | All In                     | Tutti dentro                 | 24 giugno 2022 |
| 4  | Happy Valley               | Happy Valley                 | 1º luglio 2022 |
| 5  | Seven Minutes of Terror    | Sette minuti di terrore      | 8 luglio 2022  |
| 6  | New Eden                   | Nuovo Eden                   | 15 luglio 2022 |
| 7  | Bring It Down              | Buttalo giù                  | 22 luglio 2022 |
| 8  | The Sands of Ares          | Le sabbie di Ares            | 29 luglio 2022 |
| 9  | Coming Home                | Ritorno a casa               | 5 agosto 2022  |
| 10 | Stranger in a Strange Land | Straniero in terra straniera | 12 agosto 2022 |

## Polaris
- Titolo originale: Polaris
- Diretto da: Sarah Boyd
- Scritto da: Matt Wolpert e Ben Nedivi

### Trama
Nel 1992, URSS e Stati Uniti si sono spartiti la Luna. Karen e Ed hanno divorziato e Karen gestisce un hotel spaziale orbitale, Polaris, con Sam Cleveland. Ed e Danielle stanno partecipando al matrimonio di Danny su Polaris con i loro nuovi sposi. Intanto Ellen è in corsa per la presidenza degli Stati Uniti, contro Bill Clinton e la corsa allo spazio continua, questa volta verso Marte. Molly, ora completamente cieca, è a capo del programma degli astronauti e deve scegliere tra Ed o Danielle per guidare la spedizione su Marte. Margo è a capo della NASA e lei e Sergei si aiutano segretamente a vicenda con i rispettivi programmi spaziali. All'insaputa di Margo, tuttavia, Sergei ha l'ordine dei suoi superiori sovietici di ottenere informazioni. Aleida sta lavorando a nuovi motori a razzo e viene informata da Margo che andrà sulla Luna per accelerarne lo sviluppo. La spazzatura spaziale di un vicino razzo nordcoreano esploso danneggia i propulsori dell'hotel minacciando di distruggerlo. Ed viene ferito nel successivo tentativo di evacuazione e Sam muore, ma Danny riesce a salvare Polaris dopo aver eseguito una passeggiata nello spazio per spegnere il propulsore danneggiato.

## Cambio delle regole
- Titolo originale: Game Changer
- Diretto da: Sarah Boyd
- Scritto da: David Weddle e Bradley Thompson

### Trama
Karen vende Polaris a Dev, il proprietario di Helios Aerospace, che vuole usarlo nella propria missione commerciale con equipaggio su Marte. Alla NASA, Molly offre a Ed la sua prima missione su Marte con equipaggio, con Danielle come comandante di riserva. Mentre Karen prepara le sue cose al Polaris, Danny Stevens viene a trovarla e ammette che la ama ancora. La scelta di Ed di Molly come comandante fa infuriare Margo, che licenzia Molly sul posto e nomina comandante invece Danielle. Ed fa arrabbiare Danielle insinuando che ha ottenuto il lavoro solo a causa della sua etnia e sesso. Karen va da Helios per convincere Dev che Ed dovrebbe guidare la loro missione. Dev è d'accordo e offre anche a Karen un lavoro, che lei accetta. La senatrice Ellen Wilson annuncia il governatore Bragg, un senatore evangelico anti-scienza, come suo compagno di corsa alla presidenza. Dev prende alla sprovvista la NASA annunciando in diretta in TV che la Phoenix di Helios utilizzerà Polaris con i suoi motori Osprey per essere la prima a raggiungere Marte. Dev annuncia formalmente Ed come comandante della missione Phoenix.

## Tutti dentro
- Titolo originale: All In
- Diretto da: Wendey Stanzler
- Scritto da: Nichole Beattie

### Trama
Kelly torna dall'Antartide e chiede a Danielle la posizione di biologa nell'equipaggio della NASA, e lei è d'accordo. Karen offre ad Aleida un lavoro alla Helios, ma lei rifiuta e diventa la direttrice di volo della NASA. Bill Strausser si unisce a Helios come direttore di volo. Danny va in piscina con una donna trovata al bar e si rimette a bere e viene fermato dalla polizia, costringendo Danielle a rimuoverlo dalla missione, ma Ed lo chiama e gli dà una posizione su Phoenix prima che Danny sia costretto ad ammettere i suoi problemi con sua moglie Amber. Sergei chiede a Margo di avvicinarsi, ma Sergei è costretto a chiederle il progetto del motore nucleare della NASA poiché il progetto sovietico non funziona. Lei rifiuta, ma il KGB la ricatta e minaccia di uccidere Sergei. Due anni dopo, Ellen è presidente degli Stati Uniti e tutte e tre le missioni sono partite per Marte: Sojourner 1 da Jamestown, Phoenix dall'orbita terrestre e il Soviet Mars-94 da Baikonur.

## Happy Valley
- Titolo originale: Happy Valley
- Diretto da: Wendey Stanzler
- Scritto da: Joe Menosky

### Trama
Nello spazio profondo, tutti e tre i veicoli spaziali sono diretti verso Marte, con Phoenix molto più avanti. Sojourner 1 li supera dispiegando vele solari. Sulla Terra, Dev è furioso e insiste che il primo posto sia l'unica cosa che conta, facendo pressione sul suo staff affinché trovi un modo per Phoenix di arrivare prima su Marte. Ellen visita la NASA. Durante la sua visita, i sovietici eseguono una accensione pericolosa dei motori per recuperare il tempo. Questo provoca la fusione dei loro motori nucleari. Ed insiste per aiutare, ma viene annullato da Dev, che esclude l'equipaggio dai controlli della nave, costringendo la NASA a organizzare un salvataggio. Durante l'appuntamento, un serbatoio del carburante Mars-94 esplode, spingendolo verso Sojourner. Due astronauti e un cosmonauta vengono uccisi mentre Sojourner tenta di allontanarsi.

## Sette minuti di terrore
- Titolo originale: Seven Minutes of Terror
- Diretto da: Andrew Stanton
- Scritto da: Sabrina Almeida

### Trama
Gli equipaggi di Sojourner e Mars-94 lanciano nello spazio i loro compagni morti. Sergei è stato torturato in una prigione del KGB, ma Margo lo porta a Houston in cambio di aver dato ai russi alcune delle risorse della missione di Sojourner. Phoenix rimuove il blocco del controllo di volo di Helios, facendo arrabbiare Dev. Karen si dimette da Helios disgustata per il loro rifiuto di aiutare Mars-94. Aleida scopre che i motori russi sono copie dei motori americani. Kelly e un cosmonauta si baciano. Phoenix arriva su Marte prima di Sojourner. Phoenix tenta di atterrare ma Ed interrompe l'atterraggio a causa della scarsa visibilità. Danielle atterra con successo Sojourner su Marte. Danielle e il comandante sovietico, Kuznetsov, lottano a vicenda per essere i primi su Marte e cadono insieme sulla superficie di Marte.

## Nuovo Eden
- Titolo originale: New Eden
- Diretto da: Andrew Stanton
- Scritto da: Stephanie Shannon

### Trama
I sovietici e gli americani condividono a disagio la base americana su Marte. Anche gli Helios sono atterrati e hanno la loro base. La tensione aumenta quando l'astronauta Will Tyler rivela in una trasmissione di essere gay, preoccupando alcuni membri dell'equipaggio che possano prendere l'HIV. Ellen approfitta della storia emettendo un ordine esecutivo secondo cui nessun militare statunitense può essere costretto a rivelare la propria sessualità. Nel frattempo i sovietici hanno scoperto l'acqua liquida e assumono Helios per aiutarli a trivellarla. Kelly e Alexei fanno sesso. Danny si fa male e prende degli oppiacei. Margo chiede all'esercito americano di aiutare Sergei a disertare. Un partner di Larry è indiscreto con un giornalista sulla loro relazione omosessuale.

## Buttalo giù
- Titolo originale: Bring It Down
- Diretto da: Dan Liu
- Scritto da: Nichole Beattie

### Trama
La squadra sovietica a Houston si trasferisce a Helios e Sergei viene restituito all'Unione Sovietica. Larry mente sotto giuramento a un comitato del Congresso sulla sua relazione e dice a Ellen che Pam l'ha lasciata a causa della sua carriera. Ellen fa visita a Pam. Sulla base di Helios le squadre si preparano a perforare anche se Kelly insiste che i campioni di carote non siano stati completamente controllati per la vita microbica. L'assunzione di droghe da parte di Danny sta peggiorando e Ed lo rimuove dalla missione di perforazione. Aleida inizia a sospettare che Margo abbia fatto trapelare i progetti del motore ai sovietici. Jimmy e Sunny rubano una carta di accesso della NASA, che Sunny e i suoi amici usano in seguito per rubare la statua di Gordo e Tracy. Danny interrompe le comunicazioni con la squadra di perforazione, il che provoca ferite a Ed, Isabel e il crollo della scogliera sopra la base di Helios.

## Le sabbie di Ares
- Titolo originale: The Sands of Ares
- Diretto da: Dan Liu
- Scritto da: Joe Menosky e Eric Phillips

### Trama
La base NASA su Marte si allerta dopo aver sentito un martemoto, Danielle individua l'epicentro vicino alla base Helios e, mentre Kelly prova a contattarli invano, fa preparare i Rover per una missione di salvataggio. Alexei, dopo aver ripreso conoscenza, raggiunge Louisa e capiscono che i loro compagni sono rimasti uccisi dalla frana, insieme tentano di raggiungere a piedi la base Helios. Ellen invita Pam a dirle la verità sulla fine della loro storia prima di dirle che è l'amore della sua vita. Ed, rimasto ferito da una scheggia della trivella, e Danny sono intrappolati nella camera d'equilibrio dell'Hab 1, che ora è sepolto sotto la sabbia e con scarsa scorta di ossigeno, ma ha in funzione il radiofaro d'emergenza che il Rover 1 riesce a localizzare. Nel frattempo a Houston i team NASA, Helios e sovietici lavorano per sviluppare un piano per raggiungere l'Hab 1; utilizzare il sistema di sicurezza della NASA e usare degli esplosivi in un tunnel di lava per eliminare i detriti intorno all'Hab 1. Tyler e Baranov piazzano le cariche esplosive e Ed e Danny vengono salvati. Alexei ha un ematoma subdurale e muore nonostante una trasfusione di sangue da parte di Kelly. Durante la trasfusione, Mayakovsky si accorge che Kelly è incinta.

## Ritorno a casa
- Titolo originale: Coming Home
- Diretto da: Craig Zisk
- Scritto da: David Weddle e Bradley Thompson

### Trama
Sono passati cinque mesi dalla frana e i sopravvissuti, dopo aver recuperaro l'MSAM, lo stanno riparando e rifornendo, producendo il carburante necessario per tornare sulla Phoenix. La scheda primaria del sistema di aggancio però è bruciata, la Nasa e Helios individuano una sonda della Corea del Nord vicina a Happy Valley che ne ha una compatibile e informano gli astronauti, Danielle e Kuznetsov preparano il Rover e si allontanano 89 km per recuperarla; raggiunta la posizione della sonda scoprono di non essere soli. Aleida mostra a Bill le sue indagini e concordano sul fatto che Margo è probabilmente responsabile di aver fornito ai sovietici il progetto del motore della NASA; Bill, nonostante Aleida è sempre stata contraria, si rivolge all'FBI. Nel frattempo alla Helios Dev mostra i progetti per un ritorno su Marte e all'insediamento di una colonia autosufficiente, ma in mezzo ai crescenti problemi finanziari il consiglio di amministrazione decide di sollevarlo dall'incarico di amministratore delegato e sostituirlo con Karen, di vendere la Phoenix alla NASA, e tornare al loro scopo iniziale, l'estrazione di elio 3 dalle miniere sulla Luna. Per evitare la crisi politica creata da Larry e il suo potenziale impeachment, Ellen rivela di essere lesbica in una conferenza stampa. Kelly, che ha deciso di proseguire la gravidanza, ha un collasso per preeclampsia.

## Straniero in terra straniera
- Titolo originale: Stranger in a Strange Land
- Diretto da: Craig Zisk
- Scritto da: Matt Wolpert e Ben Nedivi

### Trama
Un flashback mostra la capsula nordcoreana che si schianta su Marte l'8 febbraio 1995, uccidendo un membro dell'equipaggio. L'unico sopravvissuto, Lee Jung-Gil, è ufficialmente il primo uomo su Marte. La capsula è danneggiata e tenta invano di sistemare l'antenna per mettersi in contatto con la Terra, mentre scorrono i giorni e le scorte di cibo si stanno via via esaurendo decide di aprire una "scatola d'emergenza", contenente una pistola, e di suicidarsi. Nel presente, Lee minaccia con la pistola Danielle e Kuznetsov credendo che vogliano rubargli la capsula, loro non riescono a farsi sentire da lui perché le loro radio sono su frequenze diverse. I due riescono a disarmarlo e tornano alla base Happy Valley con Lee e con l'hardware recuperato. Sulla Terra, il vicepresidente Bragg spinge affinché Ellen approvi un taglio ai costi della NASA, consigliandole di dimettersi per evitare l'impeachment, ma lei rifiuta; Margo viene informata dai russi che l'FBI sta eseguendo un'indagine su di lei, ma si rincuora quando Sergei la informa che lui e la sua famiglia sono stati aiutati a fuggire in Germania Ovest e che presto raggiungerà gli Stati Uniti. Su Marte la situazione si aggrava quando Kelly, per sopravvivere assieme al bambino, deve lasciare immediatamente Marte e raggiungere la Phoenix per il parto, ma anche se hanno recuperato l'hardware necessario ora il problema è il carburante per raggiungere l'orbita. Ben presto si rendono conto che per alleggerrire il più possibile l'MSAM tutti dovranno rimanere a Happy Valley e solo Kelly potrà partire; nel frattempo la NASA inizia a studiare una soluzione per farle raggiungere la Phoenix. Trovata una soluzione, Ed manovra l'MSAM portando Kelly in orbita che utilizza una spinta extra per raggiungere sana e salva l'astronave, per poi manovrare la capsula e farla atterrare con il poco carburante disponibile. Nel frattempo gli amici di Jimmy eseguono un attacco terroristico all'esterno del Johnson Space Center della NASA, facendo esplodere un ordigno in un attacco suicida quando scoperti da Karen, che uccide molte persone e anche Molly, che era rientrata per aiutare altre persone. Dopo che Danny confessa a Ed che l'incidente di trivellazione è stata colpa sua, la comunità di Happy Valley lo esilia nella capsula nordcoreana precipitata, portandogli scorte di cibo ogni mese. Sergei viene visto vivere nell'America suburbana nel 1995, mentre Margo viene successivamente mostrata vivere nell'Unione Sovietica nel 2003.